# Left Unity
Left Unity (en français : « Unité de gauche ») est un parti politique britannique de gauche. Il a été créé le 30 novembre 2013,. Le parti a été fondé après que le réalisateur britannique Ken Loach a appelé à la création d'un nouveau parti de gauche, avec l'objectif de remplacer le Parti travailliste comme parti des travailleurs, considérant que les travaillistes les ont abandonnés et ne s'opposent pas aux politiques d'austérité.
Plus de 10 000 personnes ont signé l'appel lancé par Ken Loach, et en novembre 2013 environ 1 000 personnes ont adhéré au parti.
Pour Salman Shaheen, membre du comité national du parti, Left Unity pourrait contester au Parti travailliste son influence à gauche, auprès des travailleurs, et le contraindre à se déplacer vers la gauche, comparant avec la montée en puissance du Parti pour l'indépendance du Royaume-Uni qui encourage le Parti conservateur à se déplacer vers la droite,. Left Unity tient sa conférence de fondation à Londres le 30 novembre 2013 ; il compte à cette date 1 200 cotisants.
Le 29 mars 2014, Left Unity tiendra sa première conférence nationale à Manchester, pour discuter de son programme politique et de ses orientations de campagne.

## Organisations et partis politiques soutenant Left Unity
Bien que l'adhésion à Left Unity se fasse sur une base individuelle plutôt que par affiliation d'organisations politiques sur le modèle du Front de gauche en France, un certain nombre de mouvements de gauche ont encouragé leurs membres à adhérer individuellement, dont :
- l'Alliance pour la liberté des travailleurs
- l'Anticapitalist Initiative
- le Communist Party of Great Britain (Provisional Central Committee)
- l'Independent Socialist Network
- l'International Socialist Network
- Socialist Resistance
- Workers Power

De plus, des membres du Parti travailliste et du Parti vert de l'Angleterre et du pays de Galles ont rejoint Left Unity.